# Recinto amurallado de Lucena del Cid
El recinto amurallado de Lucena del Cid es en la actualidad un conjunto de escasos restos de lienzos de muralla que se pueden encontrar en algunas calles del pueblo. Pese a los escasos restos presentan la catalogación genérica de Bienes de Interés Cultural, con código: 12.04.072-011.
La mejor muestra que puede contemplarse en la actualidad podemos encontrarla cerca de la iglesia de nuestra Señora de la Ascensión y de la plaza mayor. Originariamente era de época musulmana, pero ha sufrido múltiples transformaciones a lo largo del tiempo, reforzándose durante las Guerras Carlistas, momento en el que Lucena del Cid tuvo un cierto protagonismo.